# サム・ウォーバートン
サム・ウォーバートン（Sam Warburton、1988年10月5日 - ）は、ウェールズの元ラグビー選手。

## プロフィール
- ウェールズ・カーディフ出身。
- ポジションはフランカー(FL)。
- 身長 188cm、体重 103kg
- U20ウェールズ代表に選ばれたことがある[1]。
- ウェールズ代表通算キャップ数は74。
- 2011年W杯・2015年W杯のウェールズ代表に選ばれて2015年W杯の時は主将を務めた[2]。
- ブリティッシュ・アンド・アイリッシュ・ライオンズに選ばれたことがある[3]。

## 略歴
グラモーガン・ワンダラーズを経て、2009年、カーディフ・ブルーズに加入。
2018年、現役を引退した。